# Pilea intermedia
Pilea intermedia är en nässelväxtart som först beskrevs av Philip Barker Webb, och fick sitt nu gällande namn av Ignatz Urban. Pilea intermedia ingår i släktet pileor, och familjen nässelväxter. Inga underarter finns listade i Catalogue of Life.